# Distrito de Contamana
Contamana es el distrito cercado de la provincia de Ucayali, ubicada en el Departamento de Loreto (Perú).  Su capital es la homónima ciudad de Contamana.  Desde el punto de vista jerárquico de la Iglesia católica forma parte del  Vicariato Apostólico de Requena.
En este distrito de la Amazonia peruana habita la etnia Pano grupo shipibo-conibo autodenominado  Joni'.

## Historia
El distrito fue creado mediante ley del 13 de octubre de 1900, durante el gobierno del presidente Eduardo López de Romaña.

## Demografía
Actualmente, la estimación poblacional del distrito alberga 29,619 habitantes.
| Censos oficiales | Categorías | Población | Estimado 2024 |
| ---------------- | ---------- | --------- | ------------- |
| INEI 2007        | Urbano     | 15,036    | 29,619 Hab    |
| INEI 2007        | Rural      | 8,148     | 29,619 Hab    |
| INEI 2007        | Total      | 23,184    | 29,619 Hab    |
| INEI 2017        | Urbano     | 17,429    | 29,619 Hab    |
| INEI 2017        | Rural      | 6,454     | 29,619 Hab    |
| INEI 2017        | Total      | 23,883    | 29,619 Hab    |

### Centros poblados
El cuadro muestra los centros poblados rurales que pertenecen al distrito de Contamana.
| CÓDIGO | CENTROS POBLADOS (INEI 2017)  |
| 0002   | PERLA DEL UCAYALI             |
| 0003   | NUEVO OLAYA                   |
| 0004   | SHANAILLO                     |
| 0005   | ALAN GARCIA                   |
| 0008   | NUEVO MILAGRITOS              |
| 0012   | NUEVO SAN PEDRO               |
| 0014   | SAN SALVADOR                  |
| 0016   | BETANIA                       |
| 0017   | GOLONDRINA DE SUAYA           |
| 0018   | NUEVO PARAISO                 |
| 0020   | LIBERTAD                      |
| 0021   | NUEVO BELEN                   |
| 0022   | BELLAVISTA                    |
| 0023   | SAN PEDRO CHIATIPSHCA         |
| 0024   | LOURDES CHIATIPISHCA          |
| 0025   | CANAAN DE CHIATIPISHCA        |
| 0026   | CANAAN DE CACHIYACU           |
| 0027   | NUEVO AARON                   |
| 0029   | PUERTO ORIENTE                |
| 0031   | CONTAMANILLO                  |
| 0032   | NUEVO SUCRE                   |
| 0033   | UNION GILBOA                  |
| 0035   | SANTA ROSA CHIATIPISHCA       |
| 0037   | SAN JUAN DE CHIATIPISHCA      |
| 0038   | SAN PABLO DE SINUYA           |
| 0039   | SAN JOSE                      |
| 0040   | SANTA CLARA                   |
| 0042   | PROGRESO                      |
| 0043   | NUEVO LIBERTADOR              |
| 0044   | JULIO C. ARANA                |
| 0045   | SANTA ROSA DE CASHIBOYA       |
| 0046   | SAN CARLOS                    |
| 0047   | SAN JUAN DE AMAQUIRIA         |
| 0048   | AMAQUIRIA                     |
| 0049   | TUMBES                        |
| 0050   | HOLANDA                       |
| 0052   | SAN ROQUE                     |
| 0054   | TRES UNIDOS                   |
| 0055   | 9 DE OCTUBRE                  |
| 0056   | TRES HERMANOS                 |
| 0057   | SANTA ROSA DE PISQUI          |
| 0058   | FRAY MARTIN DE PISQUI         |
| 0059   | OBISPO IRAZOLA                |
| 0060   | PUERTO PRADO                  |
| 0061   | NUEVO JERUSALEN               |
| 0062   | VENCEDOR                      |
| 0063   | NUEVO PALESTINA               |
| 0065   | TUPAC AMARU                   |
| 0066   | CHARASMANA                    |
| 0069   | MANCO CAPAC                   |
| 0071   | LA CUMBRE                     |
| 0072   | NUEVO EDEN                    |
| 0074   | SAN FRANCISCO                 |
| 0076   | MONTE DE CION                 |
| 0077   | NUEVO SAN ROQUE               |
| 0078   | SAN MARCOS                    |
| 0081   | SANTA ROSA                    |
| 0083   | NUEVO EGIPTO                  |
| 0084   | VILLA CONTAMANA               |
| 0085   | NUEVO CANAAN DEL RIO PISQUI   |
| 0086   | CC NN SAN FRANCISCO DE ROMPEO |
| 0090   | SAN MARTIN                    |
| 0091   | VILLA EMMANUEL                |
| 0095   | MAPLE MAQUIA                  |
| 0096   | CUSHUSHCAYA                   |

## Autoridades

### Municipales
- 2019 - 2022[6]
  - Alcalde: Héctor Soto García, de Restauración Nacional.
  - Regidores:

  1. Mauro Raúl Ruiz Villa (Restauración Nacional)
  2. Armando Flores López (Restauración Nacional)
  3. Diana Carolina Aguilar Noronha (Restauración Nacional)
  4. Franco Roberto Tafur Barbarán (Restauración Nacional)
  5. Walter Rengifo Shahuano (Restauración Nacional)
  6. Carlos Vásquez Mori (Restauración Nacional)
  7. Mikey Arévalo Hidalgo (Movimiento Esperanza Región Amazónica)
  8. Pablo Medina Negrón (Movimiento Integración Loretana)
  9. Juan Pedro Olaza Hidalgo (Todos por el Cambio en la provincia de Ucayali)